# Erivaldo Antonio Saraiva
Pour les articles homonymes, voir Valdo.
Erivaldo Antonio Saraiva, plus communément appelé Valdo est un footballeur brésilien né le 22 novembre 1980.